# Santa Magdalena de Tragines
Santa Magdalena de Tragines és una església de la Coma i la Pedra (Solsonès) inclosa a l'Inventari del Patrimoni Arquitectònic de Catalunya.

## Situació
Està situada al sud del terme municipal, al vessant de llevant de la serra de Querol. S'alça, aïllada, al cap d'amunt dels camps de la masia de les Tragines. S'hi va des de la carretera LV-4012 (de Sant Llorenç de Morunys a Tuixén). Del km. 1,7 (42° 08′ 47″ N, 1° 35′ 35″ E / 42.146287°N,1.592943°E) en surt una pista forestal que puja a les Tragines en 1,7 km. Al desviament es troba un pal indicador de petit recorregut. La pista està en bon estat, però és dreturera i amb pedruscall. Recomanat 4x4 i, millor, a peu.

## Descripció

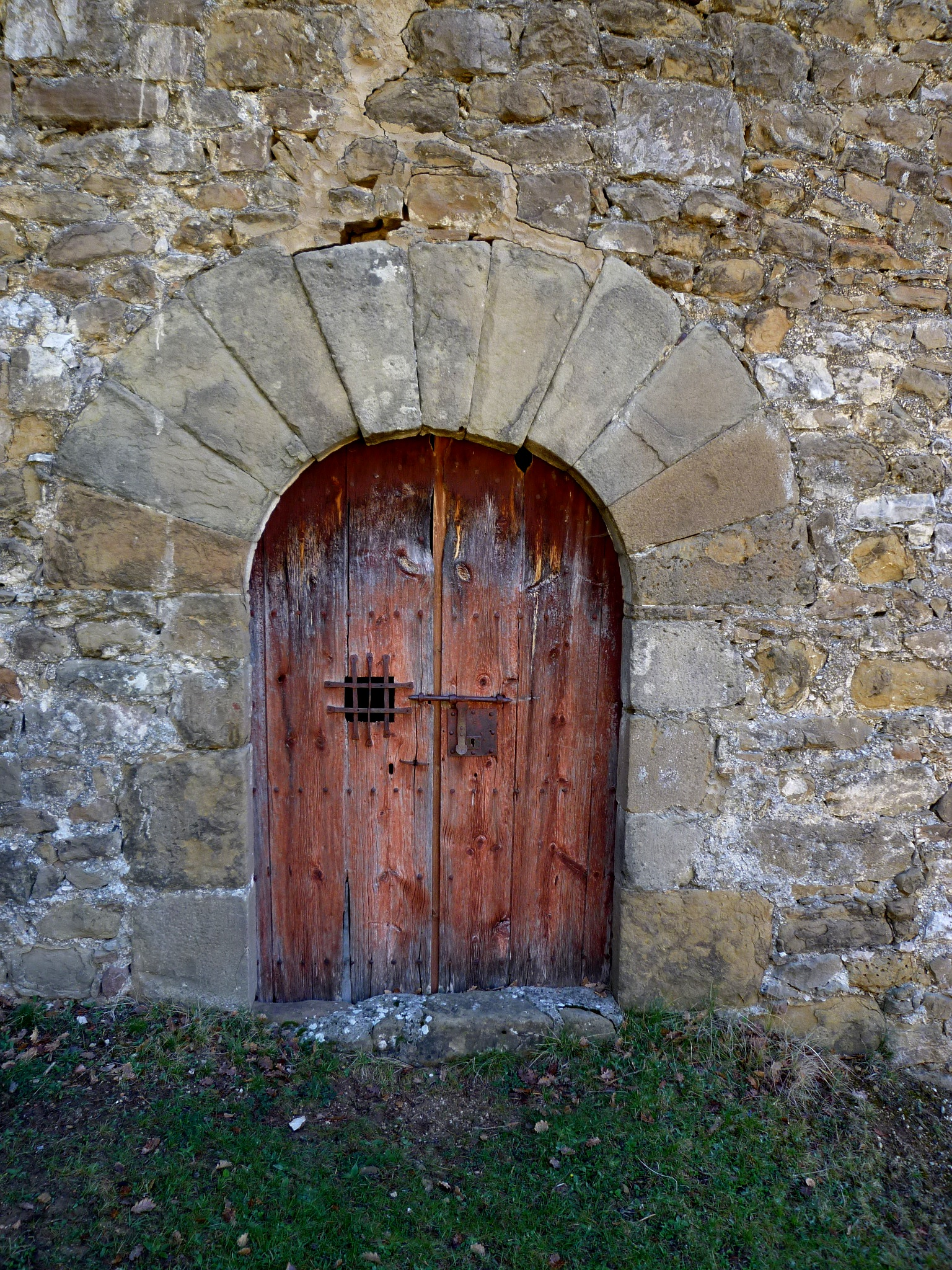
Portal

Església romànica d'una sola nau i amb absis quadrat i coberta amb volta de canó; a aquest absis, es va afegir un de planta semicircular. La nau també està coberta amb volta de canó i està orientada a llevant. L'església està sobrealçada. A l'interior, l'absis semicircular està separat de la nau per un mur o embà on hi ha nínxols oberts per a col·locar-hi imatges; aquest absis, ha perdut la seva coberta original.
Hi ha una finestra de doble esqueixada a l'absis, amb arc de mig punt adovellat i un altre al mur de migdia de la nau, d'una sola esqueixada i arc de mig punt adovellat.

## Història
L'església de Traginers s'esmenta en l'acta de Consagració de Santa Maria de la Seu d'Urgell de l'any 839 (?).